# Час кохати
Час кохати (тур. Sevmek Zamanı) — турецький телесеріал у жанрі драми, мелодрами, який створила компанія Süreç Film. В головних ролях — Ільхан Шен, Деніз Ішин.
Перша серія вийшла в ефір 20 червня 2022 року.
Серіал має 1 сезон. Завершився 5-м епізодом, який вийшов у ефір 18 липня 2022 року.
Режисер серіалу — Йилдиз Хуля Більбан.
Сценарист серіалу — Налан Мертер Саваш.

## Сюжет
У центрі серіалу — Каган і Фірузе, двоє закоханих, життя яких кардинально змінюється в один день.

## Актори та ролі
| Актор                | Роль                    |
| -------------------- | ----------------------- |
| Ільхан Шен           | Каган Керімоглу         |
| Деніз Ішин           | Фірузе Явуз             |
| Серенай Акташ        | Лейла Челікер Керімоглу |
| Топрак Кан Адігюзель | Ферят Явуз              |
| Беран Сойсал         | Мехмет                  |
| Мутталіп Муждесі     | Мухсін                  |
| Чагдаш Онур Озтюрк   | Танер Челікер           |
| Німет Ійігюн         | Зейнеп Керімоглу        |
| Онур Гозетен         | Омар                    |
| Дерья Пінар Ак       | Чігдем                  |
| Озан Їгіт            | Сердар                  |
| Зейнеп Оймак         | Бахар                   |
| Джанер Солмаз        | Назмі                   |

## Сезони
| Сезон | Епізоди | Епізоди | Оригінальний показ | Оригінальний показ | Оригінальний показ |
| Сезон | Епізоди | Епізоди | Перший показ       | Останній показ     | Мережа             |
| ----- | ------- | ------- | ------------------ | ------------------ | ------------------ |
| 1     | 5       | 5       | 20 червня 2022     | 18 липня 2022      | atv                |

## Рейтинги серій
| Серія     | Рейтинг (TOTAL) | Рейтинг (AB) | Рейтинг (ABC1) |
| --------- | --------------- | ------------ | -------------- |
| 1         | 2,99            | 2.55         | 2.74           |
| 2         | 2.21            | 1.54         | 1.74           |
| 3         | 2.23            | 0,97         | 1.30           |
| 4         | 1.33            | 0,71         | 0,92           |
| 5 (фінал) | 1.36            | 0,49         | 0,74           |